# Euphyia viridis
Euphyia viridis là một loài bướm đêm trong họ Geometridae.